# Diocèse de Punta Arenas
Le diocèse de Punta Arenas (en latin : Dioecesis Punta Arenas ; en espagnol : Diócesis de Punta Arenas) est un diocèse de l'Église catholique du Chili, suffragant de l'archidiocèse de Puerto Montt. 

## Territoire
Le diocèse couvre la région de Magallanes et de l'Antarctique chilien. Son territoire s'étend sur 133 542 km2 divisé en 11 paroisses. Le siège épiscopal est à Punta Arenas où se trouve la
cathédrale du Sacré-Cœur (es). 
C'est le diocèse le plus méridional du monde, puisqu'il pointe en direction de l'Antarctique, avec la paroisse de Notre-Dame-du-Carmel de Puerto Williams.

## Histoire
La préfecture apostolique de la Patagonie méridionale, de la Terre de Feu et des îles Malouines est érigée le 16 novembre 1883 par le décret Cum ad catholicae fidei de la  congrégation pour la propagation de la foi recevant son territoire du diocèse de San Carlos de Ancud et de l'archidiocèse de Buenos Aires. La mission est confiée aux salésiens et le premier préfet apostolique est José Fagnano Vero,.
Elle est élevée au statut de vicariat apostolique le 14 octobre 1916 par le décret Quae rei sacrae de la congrégation des évêques sous le nom de vicariat apostolique de Magellan et nommé suffragant de l'archidiocèse de Santiago du Chili.
Le vicariat est élevé au rang de diocèse le 27 janvier 1947 par la constitution apostolique Ut in amplissimo du pape Pie XII, il prend son nom actuel et il devient suffragant de l'archidiocèse de Concepción. Les îles Malouines qui sont un Territoire britannique d'outre-mer sont exclues du territoire du diocèse et devient la préfecture apostolique des îles Malouines le 10 janvier 1952.
Le 10 mai 1963, il intègre la province ecclésiastique de l'archidiocèse de Puerto Montt.
Par la lettre apostolique Cum fideles du 15 novembre 1986, le pape Jean-Paul II confirme que la Vierge Marie, vénérée sous le vocable de Marie Auxiliatrice, est la patronne du diocèse.

## Évêques
- José Fagnano Vero, S.D.B (2 décembre 1883 - 18 septembre 1916)
- Abraham Aguilera Bravo, S.D.B (22 décembre 1916 - 24 octobre 1924), nommé évêque de San Carlos de Ancud
- Arturo Jara Márquez, S.D.B (29 janvier 1929 - 10 février 1939)
  - Sede Vacante (1938-1949)
- Vladimiro Boric Crnosija, S.D.B (1er février 1949 - 29 août 1973)
- Tomás Osvaldo Gonzáles Morales, S.D.B (28 mars 1974 - 4 mars 2006)
- Bernardo Bastres Florence, S.D.B (4 mars 2006 - 22 décembre 2021)[1]
- Óscar Hernán Blanco Martínez, O.M.D, depuis le 13 juillet 2022